# Vrchní soud

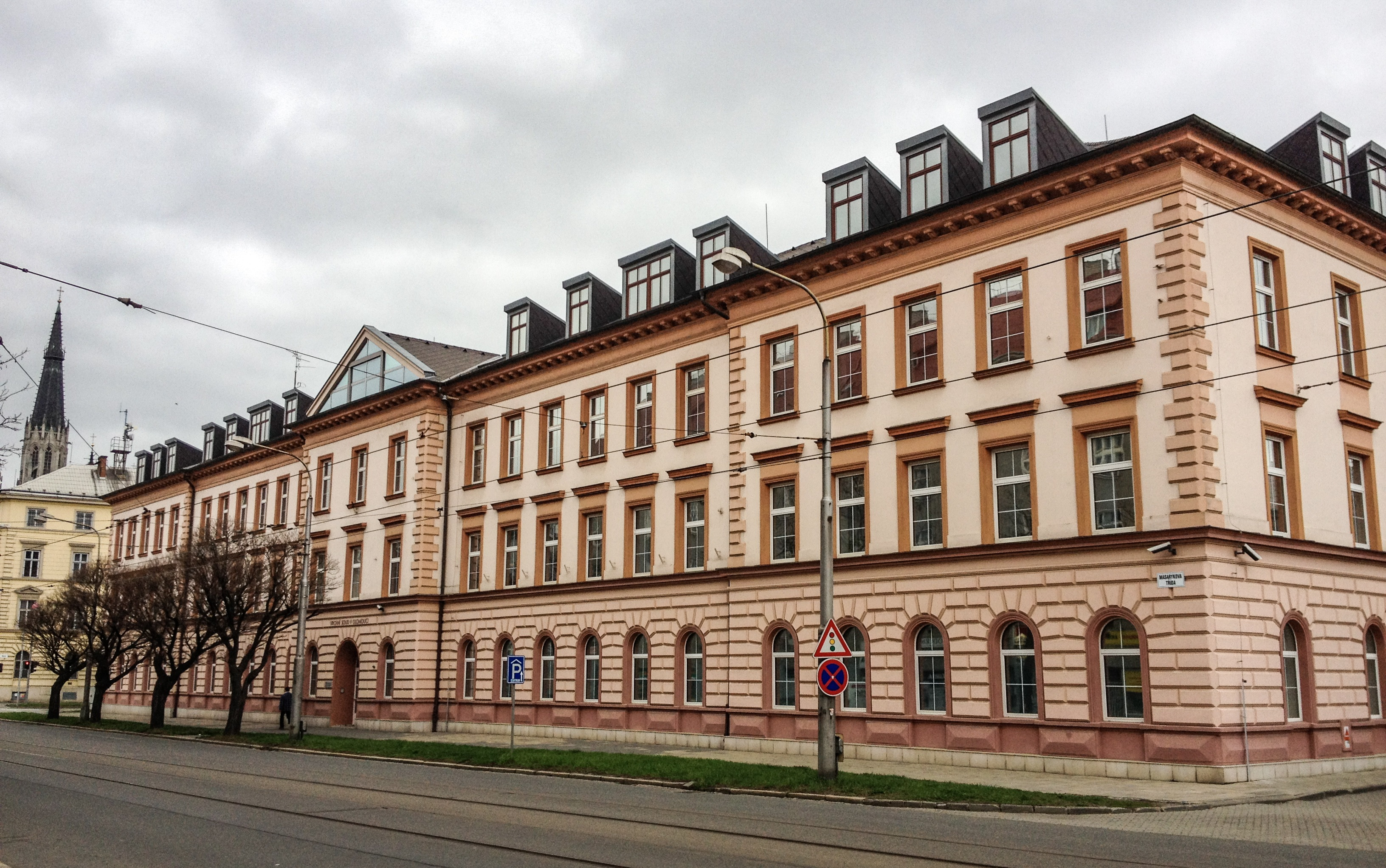
Vrchní soud v Olomouci

Vrchní soud je jeden z vyšších soudů, ve středoevropské tradici jeho působnost odpovídá existujícím nebo historickým zemím. V České republice jsou také zřízeny dva vrchní soudy: Vrchní soud v Praze s působností vůči krajským soudům v Čechách, a Vrchní soud v Olomouci, do jehož obvodu spadají krajské soudy na Moravě a ve Slezsku. Jsou třetím článkem v soustavě českých soudů, nad nimi stojí už jen Nejvyšší soud.
Podobně v Rakousku a v Německu existuje instituce vrchního zemského soudu (Oberlandesgericht), který je mezičlánkem mezi soudem zemským (Landesgericht) a Nejvyšším soudem (Oberster Gerichtshof, resp. Bundesgerichtshof). Ve Spojeném království pak působí High Court of Justice (složený z Queen's Bench Division, Chancery Division a Family Division) a skotský High Court of Justiciary. Vrchní soudy jsou součástí i soustavy slovinských soudů (Višja sodišča), přes poměrně malý stát existují hned čtyři (Celje, Koper, Ljubljana, Maribor).

## Česko

### Historie
Na českém území byly vrchní zemské soudy zavedeny roku 1850, kdy v Čechách působil Vrchní zemský soud v Praze a pro Moravu i rakouské Slezsko byl zřízen Vrchní zemský soud v Brně (zemským soudem se nazýval soud v hlavním městě země s působností odpovídající krajským soudům). Působily téměř výlučně jako soudy odvolací v civilních i trestních věcech („sborové soudy druhé stolice“), ve kterých v první instanci rozhodly soudy krajské (až do roku 1898 vyřizovaly také civilní odvolání od okresních soudů). Po roce 1928 byly přejmenovány na vrchní soudy a v Československu byly čtyři: v Praze, Brně, Bratislavě a Košicích. Roku 1949 byly v rámci „zlidovění soudnictví“ bez náhrady zrušeny.
K obnovení instituce vrchního soudu došlo po zániku československé federace díky kompromisnímu řešení konkurence dvou nejvyšších soudů, federálního a republikového. Z federálního se tak roku 1993 stal Nejvyšší soud České republiky, z republikového Vrchní soud v Praze (olomoucký vrchní soud zahájil činnost až v roce 1996). Jejich existence je nicméně někdy kritizována jako nadbytečná, bylo dokonce vážně zvažováno jejich zrušení, čímž by se soustava českých soudů změnila z komplikovanější čtyřčlánkové na jednodušší trojčlánkovou (okresní soud – krajský soud – Nejvyšší soud). K tomu však nakonec nedošlo.

### Agenda a působnost
Vrchní soud rozhoduje v senátech složených z předsedy senátu a ze dvou soudců, přičemž po přenechání správního soudnictví krajským soudům a Nejvyššímu správnímu soudu je podobně jako dříve jeho jedinou agendou rozhodování o řádných opravných prostředcích proti rozhodnutím krajských soudů tam, kde tyto soudy rozhodují v prvním stupni. Jde zejména o nejzávažnější trestné činy (především ty, u nichž dolní hranice trestní sazby činí nejméně pět let), insolvenční řízení a o spory ve věcech obchodních korporací, hospodářské soutěže, duševního vlastnictví nebo směnek a šeků.
Vrchní soud v Praze má působnost pro pražský městský soud a krajské soudy v Praze, Českých Budějovicích, Plzni, Ústí nad Labem a Hradci Králové a jejich pobočky a Vrchní soud v Olomouci pak pro krajské soudy v Brně a Ostravě a jejich pobočky.

## Seznam německých a rakouských vrchních zemských soudů
| sídlo                    | země                           |
| ------------------------ | ------------------------------ |
| Stuttgart                | Bádensko-Württembersko         |
| Karlsruhe                | Bádensko-Württembersko         |
| Bamberg                  | Bavorsko                       |
| Mnichov                  | Bavorsko                       |
| Norimberk                | Bavorsko                       |
| Berlín                   | Berlín                         |
| Brandenburg an der Havel | Braniborsko                    |
| Brémy                    | Brémy                          |
| Hamburk                  | Hamburk                        |
| Frankfurt nad Mohanem    | Hesensko                       |
| Rostock                  | Meklenbursko-Přední Pomořansko |
| Braunschweig             | Dolní Sasko                    |
| Celle                    | Dolní Sasko                    |
| Oldenburg                | Dolní Sasko                    |
| Düsseldorf               | Severní Porýní-Vestfálsko      |
| Hamm                     | Severní Porýní-Vestfálsko      |
| Kolín nad Rýnem          | Severní Porýní-Vestfálsko      |
| Koblenz                  | Porýní-Falc                    |
| Zweibrücken              | Porýní-Falc                    |
| Saarbrücken              | Sársko                         |
| Naumburg                 | Sasko-Anhaltsko                |
| Drážďany                 | Sasko                          |
| Schleswig                | Šlesvicko-Holštýnsko           |
| Jena                     | Durynsko                       |

| sídlo          | země          |
| -------------- | ------------- |
| Vídeň          | Vídeň         |
| Vídeň          | Dolní Rakousy |
| Vídeň          | Burgenland    |
| Linec          | Horní Rakousy |
| Linec          | Salcbursko    |
| Štýrský Hradec | Štýrsko       |
| Štýrský Hradec | Korutany      |
| Innsbruck      | Tyrolsko      |
| Innsbruck      | Vorarlbersko  |